# Mark Strong
Marco Giuseppe Salussolia, más conocido como Mark Strong (Londres, Inglaterra, 5 de agosto de 1963), es un actor británico de cine, teatro y televisión.

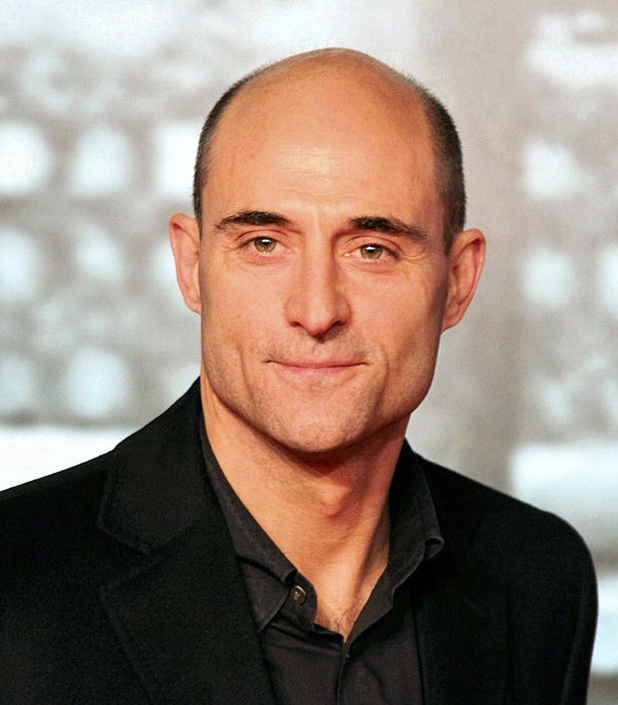
Mark Strong, en el estreno de Sherlock Holmes, en Berlín (2010).

## Biografía
Mark Strong nació como Marco Giuseppe Salussolia en Londres, hijo único de Waltraud D. (de origen austriaco) y Giuseppe A. Salussolia (de origen italiano). Su padre Giuseppe dejó a su familia cuando Mark nació, siendo criado por su madre, que había emigrado a Londres para trabajar como "au pair". 
Mark asistió al Wymondham College en Norfolk; aunque en un principio su sueño era convertirse en abogado, después de un año de estudiar la carrera en Múnich, decidió cambiar el rumbo de su vida y regresó a Londres, donde comenzó su carrera en drama en la Royal Holloway, posteriormente estudió un posgrado en la Bristol Old Vic Theatre School.
Su nombre inglés no es un seudónimo, de hecho su madre decidió cambiárselo cuando era pequeño, esperando que con esto pudiera integrarse mejor. Habla alemán con fluidez y también un poco el italiano.

## Carrera
Es una cara conocida en la televisión británica principalmente con personajes dramáticos como el de inspector (y después detective jefe) en Prime Suspect 3 (1993) y Prime Suspect 6 (2003). También ha actuado en las dos mayores series dramáticas de la BBC TWO, Our Friends in the North (1996) y The Long Firm (2004). En 1997 participó en la película Emma, basada en la novela homónima de la escritora británica Jane Austen.
Ha tenido también un gran éxito en teatro, siendo nominado en 2003 para el prestigioso premio Laurence Olivier por su gran interpretación en la obra de Shakespeare Twelfth Night en Donmar Warehouse en 2002.
En cine, su principal personaje fue Steve en la adaptación que Nick Hornby hizo sobre "Fever Pitch" en 1997 coprotagonizada por Colin Firth. En 2008, actuó en la película Good, junto con Viggo Mortensen. En 2011 se le vio en la pantalla grande junto al veterano Gary Oldman y Colin Firth en la película Tinker Tailor Soldier Spy, cinta nominada a los premios Oscar del 2012. En noviembre de 2012 ha rodado mayoritariamente en Barcelona la película Mindscape, dirigida por Jorge Dorado y compartiendo cartel principal con Taissa Farmiga y Brian Cox; se estrenará en octubre de 2013. En 2021 apareció en Cruella, como el mayordomo John.

## Vida privada
Mark vive en Queen's Park al noroeste de Inglaterra con su esposa Liza Marshall y sus hijos Gabriel y Roman. Tiene una larga amistad con Daniel Craig, quien es padrino de su hijo menor, Roman.

## Filmografía
| Año  | Título                           | Personaje                     |
| ---- | -------------------------------- | ----------------------------- |
| 2024 | Atlas                            | General Jake Boothe           |
| 2023 | Murder Mystery 2                 | Connor Miller                 |
| 2023 | ¡Shazam! La furia de los dioses  | Doctor Sivana                 |
| 2021 | Cruella                          | John                          |
| 2020 | 1917                             | Capitán Smith                 |
| 2019 | ¡Shazam!                         | Doctor Sivana                 |
| 2017 | Kingsman: The Golden Circle      | Merlin                        |
| 2016 | Grimsby                          | Sebastian Graves              |
| 2016 | Approaching the Unknown          | William D. Stanaforth         |
| 2016 | Miss Sloane                      | Rodolfo Schmidt               |
| 2016 | El asedio de Jadotville          | Conor Cruise O'Brian          |
| 2015 | Unity                            | Narrador (voz)                |
| 2014 | Kingsman: The Secret Service     | Merlin                        |
| 2014 | Before I Go to Sleep             | Dr. Nasch                     |
| 2014 | The Imitation Game               | Stewart Menzies               |
| 2013 | Mindscape                        | John Washington               |
| 2013 | Welcome to the Punch             | Jacob Sternwood               |
| 2013 | Justin and the Knights of Valour | Heraclio (voz)                |
| 2013 | Closer to the Moon               | Max Rosenthal                 |
| 2012 | La noche más oscura              | George                        |
| 2012 | John Carter                      | Matai Shang                   |
| 2012 | Blood                            | Robert Seymour                |
| 2011 | Black Gold                       | Sultán Amar                   |
| 2011 | Tinker Tailor Soldier Spy        | Jim Prideaux                  |
| 2011 | Linterna Verde                   | Thaal Sinestro                |
| 2011 | The Eagle                        | Guern / Lucius Caius Metellus |
| 2011 | The Guard                        | Clive Cornell                 |
| 2010 | The Way Back                     | Andrei Khabarov               |
| 2010 | Kick-Ass                         | Frank D'Amico                 |
| 2010 | Robin Hood                       | Sir Godfrey                   |
| 2010 | Karigurashi no Arriety           | Pod                           |
| 2009 | Sherlock Holmes                  | Lord Henry Blackwood          |
| 2009 | The Young Victoria               | Sir John Conroy               |
| 2009 | The Odds                         | D. Brooks                     |
| 2009 | Endgame                          | Niel Barnard                  |
| 2008 | Body of Lies                     | Hani Salaam                   |
| 2008 | Good                             | Philipp Bouhler               |
| 2008 | RocknRolla                       | Archy                         |
| 2008 | Babylon A.D.                     | Finn                          |
| 2008 | Miss Pettigrew Lives for a Day   | Nick Calderelli               |
| 2008 | Flashbacks of a Fool             | Mannie Miesel                 |
| 2007 | Stardust                         | Prince Septimus               |
| 2007 | Sunshine                         | Pinbacker                     |
| 2006 | Tristán e Isolda                 | Lord Wictred                  |
| 2006 | Scenes of a Sexual Nature        | Louis                         |
| 2005 | Oliver Twist                     | Toby Crackit                  |
| 2005 | Syriana                          | Mussawi                       |
| 2005 | Revolver                         | Sorter                        |
| 2003 | It's All About Love              | Arthur                        |
| 2001 | To End All Wars                  | Dusty Miller                  |
| 1999 | Sunshine                         | István Sors                   |
| 1999 | Elephant Juice                   | Frank                         |
| 1998 | The Man with Rain in His Shoes   | Dave Summers                  |
| 1997 | Fever Pitch                      | Steve                         |
| 1997 | Obsession                        | John MacHale                  |
| 1996 | Emma                             | Mr. Knightley                 |
| 1994 | Captives                         | Kenny                         |
| 1993 | Century                          | Policía                       |

## Premios y nominaciones
| Central Ohio Film Critics Association |                            |                           |           |
| Año                                   | Categoría                  | Título                    | Resultado |
| 2012                                  | Best Ensemble (compartido) | Tinker Tailor Soldier Spy | Ganador   |

| MTV Movie Awards |            |                 |           |
| Año              | Categoría  | Título          | Resultado |
| 2011             | Best Fight | Kick-Ass        | Nominado  |
| 2010             | Best Fight | Sherlock Holmes | Nominado  |

| London Critics Circle Film Awards |                                      |                 |           |
| Año                               | Categoría                            | Título          | Resultado |
| 2009                              | British Supporting Actor of the Year | Red de mentiras | Nominado  |

| Broadcasting Press Guild Awards |                                      |                                     |           |
| Año                             | Categoría                            | Título                              | Resultado |
| 2005                            | British Supporting Actor of the Year | The Long Firm (serie de televisión) | Ganador   |

| Premios BAFTA |            |                                     |           |
| Año           | Categoría  | Título                              | Resultado |
| 2005          | Best Actor | The Long Firm (serie de televisión) | Nominado  |